# Śleszowice
Śleszowice – er en landsby ved Tarnawkaåen i Beskiderne i det sydlige Polen i voivodskabet małopolskie. Landsbyen ligger i Zembrzyce Kommune som hører til Sucha Beskidzka powiat.

## Historie
Śleszowice var grundlagt muligvis allerede i den anden halvdel af 1300-tallet. På dette tidspunkt dukker der i dokumenter navnet Jan Szaszko fra Sleszowice op. Andre dokumenter af senere dato nævner landsbyen under navn Slechowycze. Śleszowice var på dette tidspunkt en kongelig landsby underlagt Barwałd Slot. I midten af 1400-tallet hørte landsbyen til Wadowice Sogn, og senere til Mucharz Sogn. I årene 1772-1918 var landsbyen en del af det østrigske Galicien. Fra 1867 hørte landsbyen under Wadowice Herred. I 1890’erne havde Śleszowice 133 huse med 879 beboere, heraf 349 mænd og 480 kvinder. I landsbyen var der et savværk og  fem kroer. Øvre del af Śleszowice var i besiddelese af Gabrysiewicz familien, mens den nedre del af landsbyen tilhørte familien Mehl.
I slutningen af 1800- og i begyndelsen af 1900-tallet udvandrede flere af beboerne til USA. I 1939 var landsbyen besat af tyske tropper og indlemmet i det Tredje Rige (grænsen til Generalguvernementet lå på Skawafloden øst for landsbyen). Unden 2. verdenskrig har tyskerne deporteret de fleste beboerne i landsbyen til koncentrations- og arbejdslejre i Tyskland. På samme tidspunkt blev Śleszowice koloniseret af tyske indvandrere fra Østeuropa som overtog polske huse. I årene 1945-1975 hørte landsbyen til Kraków Amt, senere frem til 1998 til Bielsko-Biała Amt. I 1981 har man påbegyndt bygningen af en kirke i Śleszowice. Den blev færdig i 1986 og Śleszowice blev til et af Mucharz uafhængig sogn.

## Seværdigheder
- Kapellet fra 1749 – her den 17. maj 1959 havde beboere holdt et møde med daværende biskop af Kraków, Karol Wojtyła, den senere pave Johannes Paul 2.
- Kapellet fra 1847 – her findes en værdifuld Jomfru Marias figur fra midten af 1400-tallet.
- Plutówka huset – et stort landsbyhus af lærketræ med veranda. Bygget i mellemkrigsperiode af Ludwik Gałuszka.